# Zagarolo
Zagarolo é uma comuna italiana da região do Lácio, província de Roma, com cerca de 11.902 habitantes. Estende-se por uma área de 28 km², tendo uma densidade populacional de 425 hab/km². Faz fronteira com Gallicano nel Lazio, Monte Compatri, Palestrina, Roma, San Cesareo.

## Demografia
| Variação demográfica do município entre 1861 e 2011                               |
|                                                                                   |
| Fonte: Istituto Nazionale di Statistica (ISTAT) - Elaboração gráfica da Wikipedia |